# Большое Дымцево
Большое Дымцево (карел. Šuuri Dimčova) — деревня в Молоковском районе Тверской области.

## География
Находится в восточной части Тверской области на расстоянии приблизительно 20 км по прямой на запад от районного центра поселка Молоково.

## История
Деревня была отмечена еще на карте 1825 года. В 1859 году здесь (тогда деревня Бежецкого уезда Тверской губернии) было учтено 55 дворов. До 2015 года входила в Ахматовское сельское поселение, с 2015 по 2021 года в Обросовское сельское поселение до его упразднения.

## Население
Численность населения: 318 человек (1859 год), 6 (русские 100 %) в 2002 году, 1 в 2010.